# Chiesa delle Benedettine
La chiesa delle Benedettine, insieme al monastero adiacente, è un edificio di culto cattolico del XVII secolo situato a Piacenza, in Emilia Romagna. Progettato dall'architetto Domenico Valmagini, il complesso architettonico di stile barocco è caratterizzato da un impianto a doppia chiesa, una destinata alle monache ed una al pubblico. La parte pubblica presenta una pianta centrale a croce greca, sormontata da una cupola estradossata.

## Storia

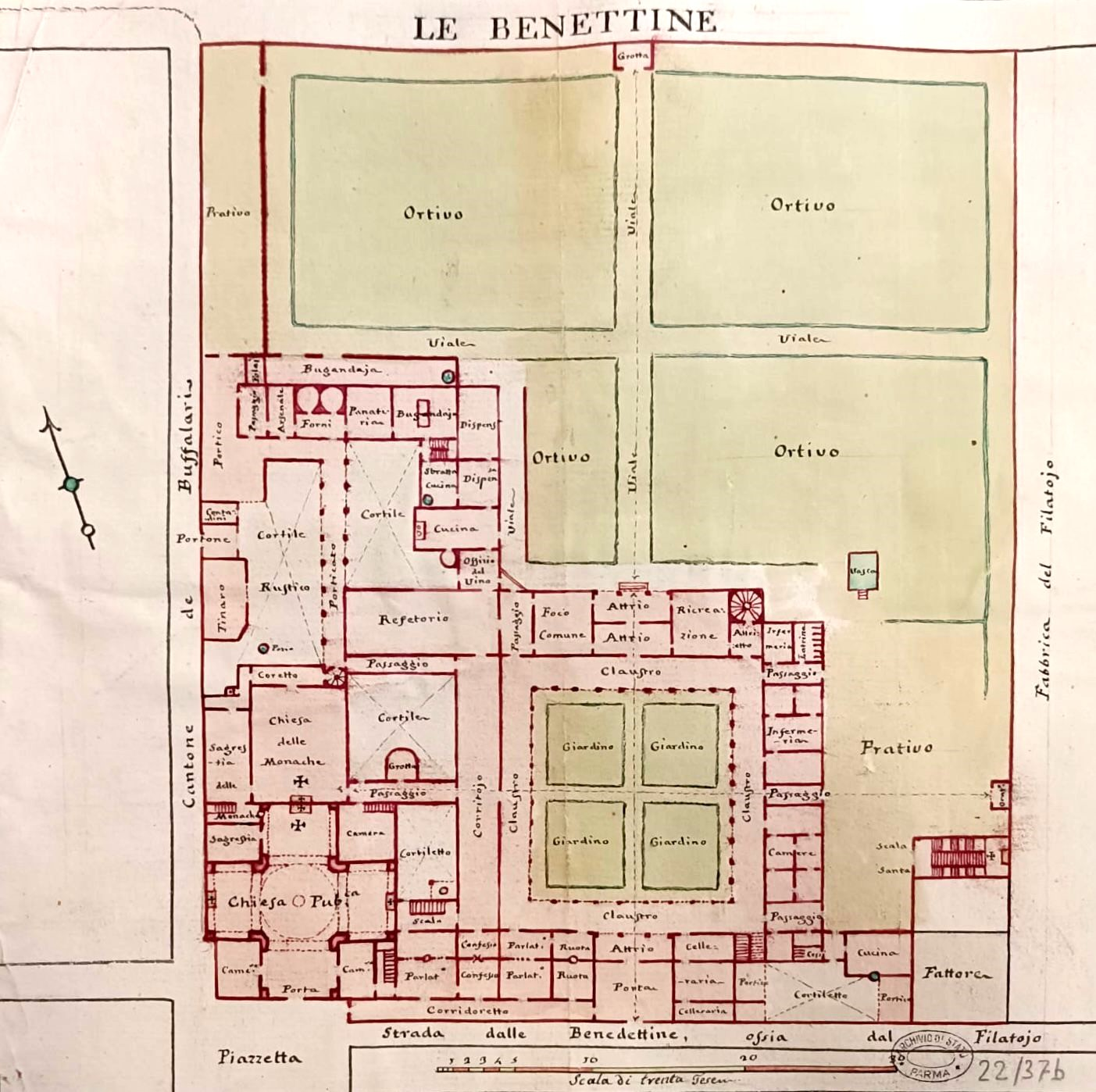
Planimetria del complesso monastico benedettino di Piacenza, rilievo storico datato inizio XIX secolo (Archivio di Stato di Parma, vol. 22/37b).

La chiesa e il monastero delle Benedettine prendono il nome dall'omonimo ordine e furono costruiti per volontà del duca Ranuccio II Farnese, in seguito alla guarigione della duchessa Maria d'Este. Dedicato all'Immacolata Concezione di Maria, l'ispirazione per questa fondazione venne da padre Eliseo da Sant'Elia, un carmelitano scalzo. Durante un periodo in cui la duchessa era gravemente malata e con poche speranze di guarigione, padre Eliseo riferì al duca che una monaca benedettina aveva ricevuto una rivelazione divina: se il duca avesse fondato un monastero dell'Ordine di San Benedetto, la duchessa non solo avrebbe recuperato la salute, ma sarebbe stata favorita anche nella successione.

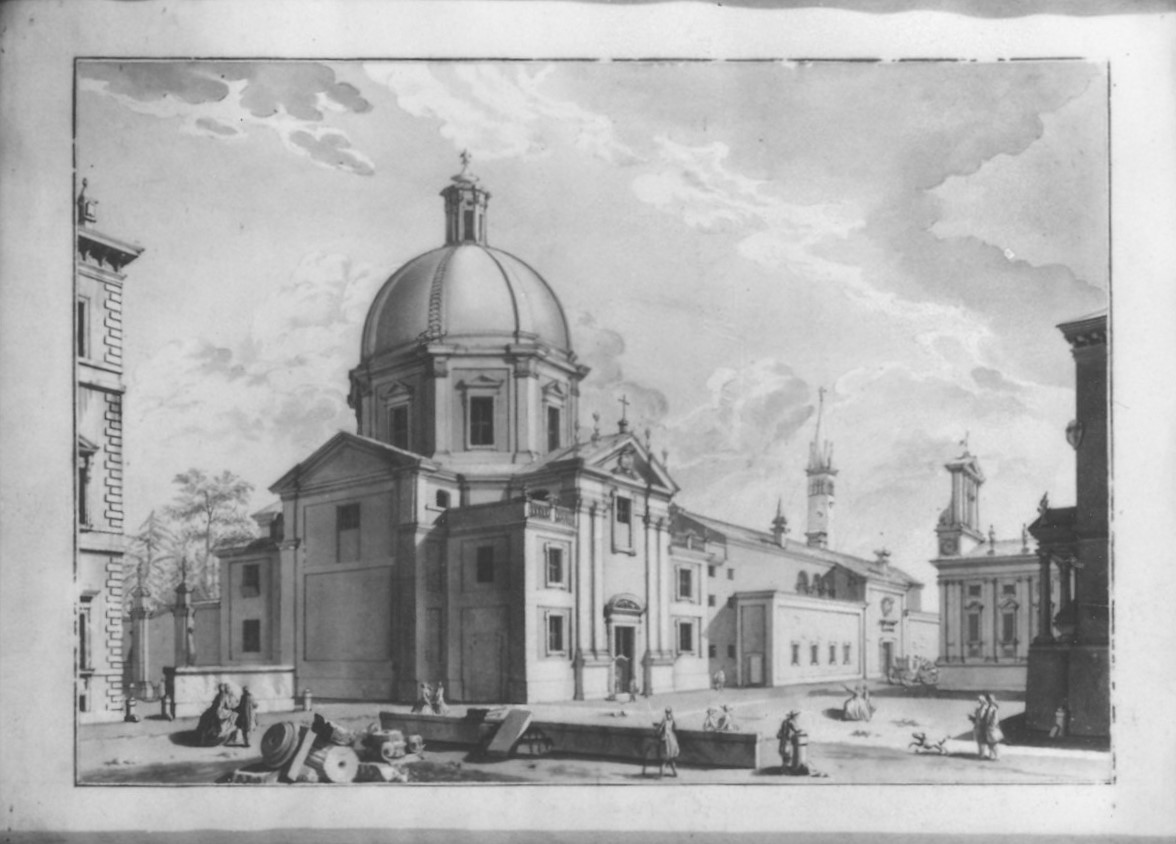
Chiesa delle Benedettine, dipinto di Giovanni Paolo Panini, datato ca 1720 - ca 1720.

Il progetto della chiesa fu commissionato e realizzato dall'architetto di corte Domenico Valmagini, a seguito di un concorso di idee, come si desume dagli otto disegni conservati all'Archivio di Stato di Parma. Recenti studi hanno analizzato le tavole conservate in Archivio, ripercorrendo la nascita del complesso e la sua ideazione. Nel concorso per la costruzione della chiesa e del monastero, hanno infatti partecipato progettisti provenienti da diverse città italiane, presentando proposte progettuali differenti, ma con alcuni elementi comuni, come la distinzione tra la chiesa pubblica e la chiesa delle monache. In Archivio si conservano quindi i disegni degli architetti Paolo Canali, Francesco Pescaroli, Gian Battista Paggi, Agostino Barelli, Gian Battista Natali e Benedetto Quarantino. 
Il complesso fu consacrato il 31 agosto 1681, dopo quattro anni di cantiere, mentre l'8 settembre dello stesso anno vi fecero ingresso le monache.
L'ordine lasciò la struttura nel 1810 durante l'occupazione napoleonica e successivamente la struttura passò sotto la proprietà dello Stato: il monastero fu convertito in caserma, mentre la chiesa venne utilizzata come magazzino.
Nella seconda metà del XIX secolo venne indetta una sottoscrizione per la riapertura al pubblico del complesso, ma senza successo: i fondi raccolti furono così destinati al monumento alla Madonna di piazza Duomo. Un secolo dopo, negli anni cinquanta del XX secolo, si resero necessari lavori di restauro a causa del cedimento dei cornicioni e di danni alle coperture.
Alla fine degli anni novanta, la chiesa è stata sottoposta esternamente a una serie di interventi conservativi eseguiti dalla Soprintendenza per i Beni Culturali di Bologna, mentre nel 2007 il Ministero della Difesa ha dismesso l'intero complesso dall'uso governativo.
La chiesa è sottoposta a tutela storico-artistica con decreto del Ministero per i beni e le attività culturali e per il turismo ai sensi della L.1089/1939, abrogata dall'art.166, comma 1, del D.lgs 490 del 1999. La rilevanza storico-architettonica della struttura è sottolineata non solo dal vincolo di tutela, ma anche dal rilascio della concessione in uso, ai sensi dell'art. 57-bis del D.lgs. 42/2004 da parte della Soprintendenza Archeologia Belle Arti e Paesaggio per le province di Parma e Piacenza.
Nel 2024, sia il monastero di proprietà della Cassa Depositi e Prestiti, sia la chiesa di proprietà del Demanio, risultano in stato di disuso.

### Concorso di idee
Tra i progetti presentati al concorso di idee per la costruzione del complesso benedettino, l'architetto bolognese Paolo Canali propose una chiesa dove la zona pubblica presenta un impianto a croce greca, con bracci inseriti su un'aula dotata di pilastri angolari. La zona dedicata alle monache è invece di forma rettangolare. Dell'architetto cremonese Francesco Pescaroli, in Archivio, invece, sono presenti due disegni: uno raffigurante l'alzato della chiesa ed uno raffigurante il complesso. La chiesa pubblica, a croce greca allungata, presenta due altari laterali e una cupola, mentre la chiesa privata è definita da un vano rettangolare. L'architetto romano Gian Battista Paggi propose un progetto a pianta rettangolare con angoli arrotondati e due cappelle laterali, ispirandosi all'architettura di Francesco Borromini. Anche in questo progetto, la chiesa privata è ad aula rettangolare. L'architetto bolognese Agostino Barelli, invece, presentò una pianta a croce greca con pilastri centrali smussati, mentre l'architetto cremonese Gian Battista Natali realizzò due proposte: una a pianta ottagonale ed una a croce greca, anch'esse di influenza borrominiana. Entrambi i progetti di Natali si connettono con la chiesa privata attraverso due altari. La chiesa delle monache, rispetto agli altri progetti, risulta differente, configurandosi come un profondo coro con abside finale. Anche l'architetto milanese Benedetto Quarantino presentò due progetti per la chiesa: una a pianta centrale circolare, con quattro altari lungo il perimetro, ed una ad aula con due altari per lato. In entrambe le soluzioni, la zona dedicata alle monache è di forma rettangolare.

## Descrizione

### Esterno

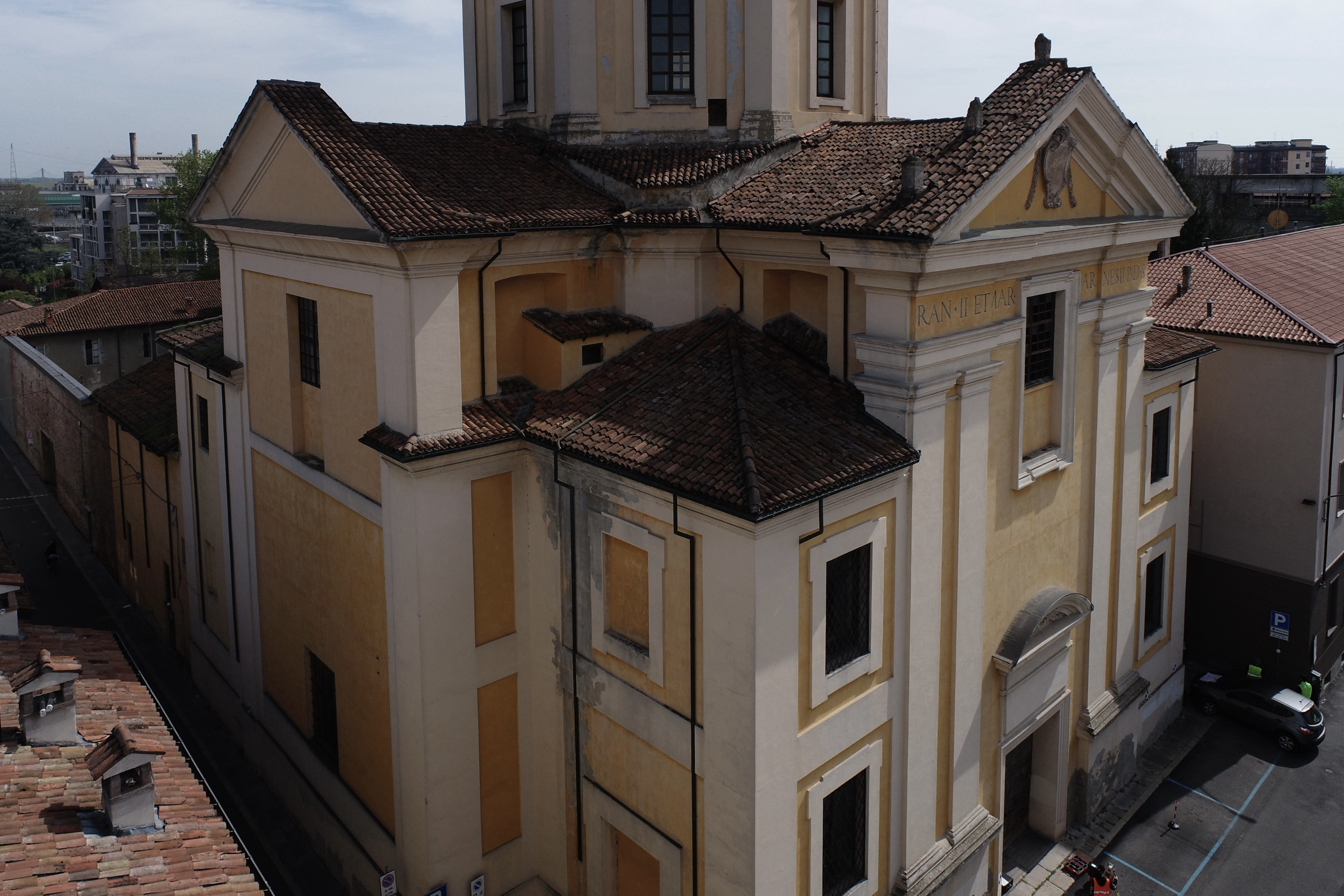
Vista aerea dell'alzato della chiesa

L'area scelta per il progetto della chiesa e del monastero dell'architetto Valmagini si sviluppa lungo l'asse viario che collega palazzo Farnese al duomo di Piacenza. Questa strada, conosciuta in precedenza come strada del Filatoio, ha preso poi il nome dal nuovo complesso.  Questo si colloca nel quadrante nord-est del centro storico della città, vicino a due importanti architetture piacentine: il convento di San Lorenzo e palazzo Madama Margherita de' Medici, diventata sede della Procura di Piacenza. La struttura, situata tra via Benedettine e vicolo Buffalari, si trova nelle vicinanze di altre architetture e snodi infrastrutturali piacentini, come palazzo Landi, piazza Cavalli, il tribunale e la stazione ferroviaria.
La chiesa, di stile barocco, si affaccia su via Benedettine, con la facciata principale leggermente arretrata. Lungo vicolo Buffalari sono presenti inoltre una serie di fabbricati annessi alla struttura principale, che si articolano lungo tre cortili. Il prospetto principale della chiesa, caratterizzato da ordine austero dorico, si sviluppa su un alto basamento e si presenta ritmato da paraste di ordine gigante tuscanico, richiamo del classicismo palladiano e di elementi manieristi. La facciata presenta lesene binate e un'edicola che interrompe l'architrave, dimezzando il centro del prospetto. Il fronte si conclude con un timpano spezzato, in contrasto con la linearità dei bracci laterali della croce greca e delle cimase delle finestre della cupola. L'ingresso risulta invece di dimensioni minori, coronato da una cimasa centinata.

### Interno

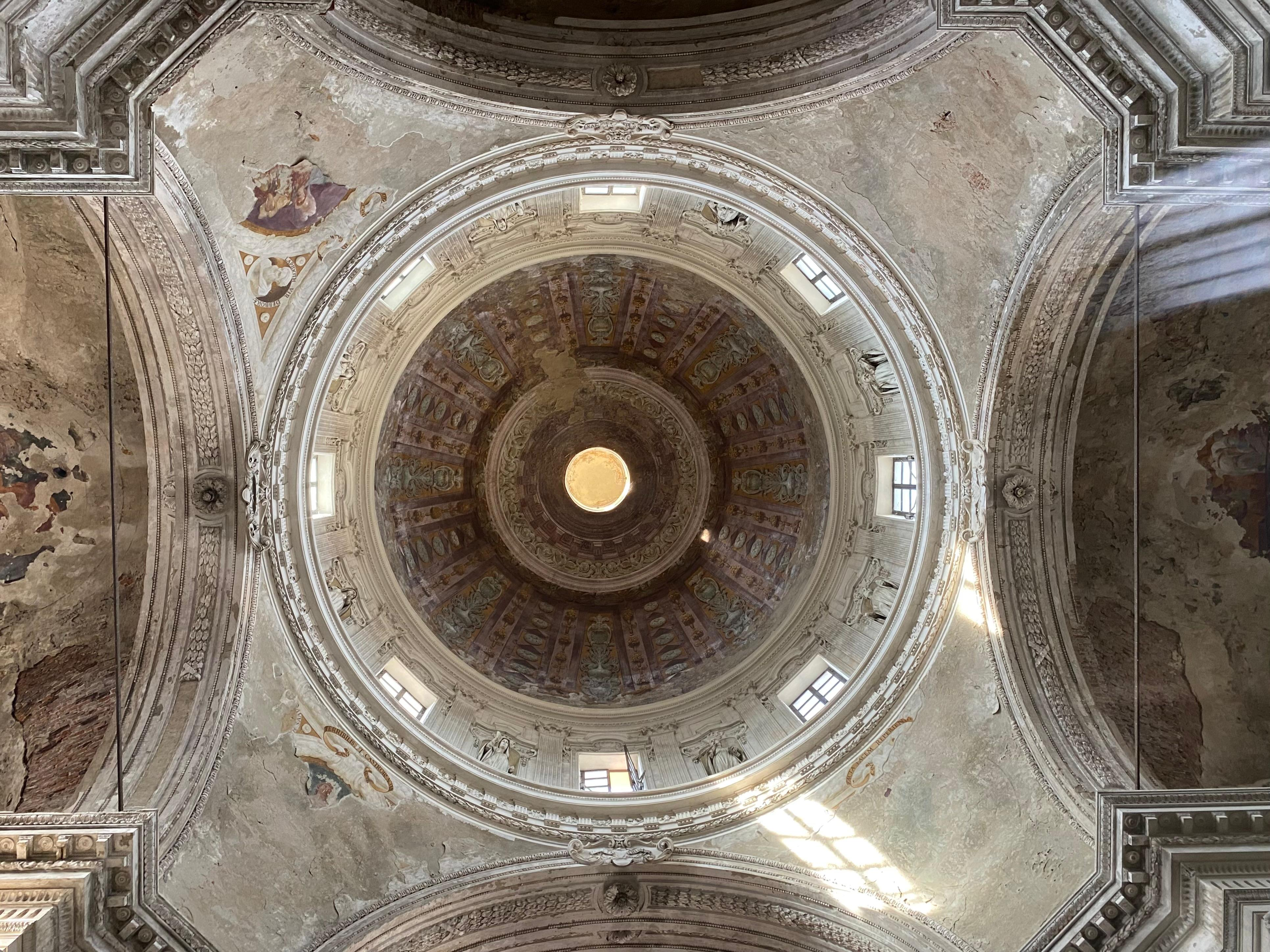
Vista dal basso della cupola

La chiesa delle Benedettine si distingue per i suoi tratti dell'architettura barocca e presenta due elementi distintivi: la doppia chiesa e la cupola.
L'impianto della struttura presenta una divisione tra la chiesa pubblica e quella privata interna riservata alle monache: la prima si basa su una pianta a croce greca iscritta in un quadrato, mentre la seconda è definita da un vano rettangolare con unico altare. La soluzione della doppia chiesa presenta quindi spazi distinti ma integrati, rispondendo alle necessità liturgiche e comunitarie dell'epoca della chiesa post-tridentina: i fedeli infatti avevano piena visibilità dell'altare maggiore, garantendo alle monache uno spazio separato ma connesso alla chiesa pubblica. A differenza della zona privata, semplice e priva di ornamenti pittorici e sculture, nella zona pubblica erano presenti dipinti, decorazioni e affreschi. Nel 2018 il Demanio ha realizzato un rilievo del complesso, pubblicando immagini che testimoniano il cambiamento dell'assetto interno: infatti, è presente un'apertura ad arco di datazione incerta, che elimina la separazione tra le due chiese, sottolineandone però la preesistenza.
La cupola si presenta di grandi dimensioni (circa 13 m di diametro interno e 7,5 m di altezza interna, in accordo con il rilievo topografico realizzato dal Politecnico di Milano). Questa è sorretta da un tamburo ottagonale, che appare scandito da paraste, statue e otto finestre rettangolari incorniciate, concluse da timpano. La struttura è costituita da costoloni lievemente aggettanti e si conclude con un lanternino. La cupola estradossata si presenta sopraelevata rispetto agli edifici circostanti, diventando così elemento riconoscibile nel contesto urbano piacentino. Di natura barocca, questa costruzione risente delle influenze dei trattati rinascimentali di Leon Battista Alberti e degli studi dei matematici francesi della seconda metà del Seicento, che hanno definito riferimenti tecnologici e strutturali.